# Juncus bolanderi
Juncus bolanderi är en tågväxtart som beskrevs av Georg George Engelmann. Juncus bolanderi ingår i släktet tåg, och familjen tågväxter. Inga underarter finns listade i Catalogue of Life.